# Берта Савойска
Вижте пояснителната страница за други личности с името Берта.
Берта Савойска или Берта Торинска (на немски: Bertha von Savoyen, Bertha von Turin, на италиански: Berta di Savoia, Berta di Torino; * 21 септември 1051; † 27 декември 1087, Майнц, Курфюрство Майнц) е кралица на Германия (1066 – 1087) и императрица на Свещената Римска империя (1084 – 1087) като съпруга на император Хайнрих IV.

## Произход
Берта е дъщеря на Ото I Савойски (* 1010/1020, † 1057 или 1060), граф на Мориен, на Аоста и на Шабле, и на съпругата му Аделхайд от Суза (* 1016, † 1091), маркграфинята на Торино и на Суза. Нейни дядо и баба по бащина линия са Хумберт I Белоръки, граф на Мориен и на Шабле, и Аксиленда или Аксилия, а по майчина – маркграфът на Торино/Суза Оделрик Манфред II и графиня Берта Миланска. Има трима братя и една сестра:
- Петър I[4] (* ок. 1047/1049, † 1078), 4-ти граф на Савоя, граф на Аоста, на Мориен и на Шабле, маркграф на Суза до 1046 г. под регентството на майка си, съпруг на Агнес Поатиенска (Аквитанска)
- Амадей II[4] (* ок. 1048/1050, † 1080), 5-и граф на Савоя, маркграф на Суза, съпруг на Йоана Женевска
- Аделхайд (* ок. 1052/1053, † нач. на 1079), вероятна съпруга на Гиг IV, граф на Албон, съпруга на Рудолф Швабски,[5] херцог на Швабия, който през 1077 г. е избран за Крал на римляните от някои германски принцове в опозиция на Хайнрих IV.
- Ото († 1095/1099),[6] погрешно считан за епископ на Асти (1073/1079).[7]

## Биография

### Ранни години, годеж и сватба
През 1057 г. родителите ѝ заедно с децата им Петър и Амадей и сестрите им правят дарение на църквата в Улкс – тук Берта е спомената индиректно.
На 25 декември 1055 г. в Цюрих 4-годишната Берта е сгодена на за херцога на Бавария Хайнрих IV Франконски от Салическата династия, син на германския крал Хайнрих III Черния и на втората му съпруга Агнес Поатиенска, които желаят да се съюзят с Дом Савоя. Хайнрих III обаче умира през 1056 г. преди сключването на брака. Управляващите империята веднага отнемат наследника от надзора и благотворното влияние на майка му Агнес. Императрицата, лишена от власт и отстранена от кралството, се оттегля в манастир в Рим. Сватбата на 49-годишния Хайнрих с 14-годишната Берта е отпразнувана в Германия с голямо великолепие във великолепния замък в Требург на 13 юли 1066 г., както съобщава Аналиста Саксо.

### Опит за развод
През юни 1069 г. във Вормс на Събора на князете Хайнрих IV моли папата да анулира брака, като сочи клеветническа към майка си причина. Това действие е предшествано от факта, че Берта не се появява в кралските дипломи от 5 август 1068 г. Моментът на развода не е случаен: и херцог Рудолф фон Райнфелден се опитва безуспешно да се разведе със съпругата си Аделхайд Торинска – сестра на Берта. Напразно Агнес Поатиенска, след оттеглянето си, моли сина си да не се обезчестява с поведението ѝ; напразно семейството на булката, близко до каузата на папските реформатори, го заплашва. Той упорито настоява и свиква Събор в Майнц, който да обсъди проблема му. Съпругата му Берта се оттегля в Абатство „Лорш“ и чака в молитви съдбата ѝ да се изпълни. Папа Александър II е представен на събора от Петър Дамиани, на когото дава съответните инструкции. Дамиани със своето вдъхновено красноречие убеждава всички в доброжелателността на причините на Агнес и Хайнрих е убеден да отложи въпроса. Въпреки този негов опит за развод той има деца от Берта.

### Унижение в Каноса и последни години
Управлението на съпруга на Берта Хайнрих IV се характеризира с опит за укрепване на имперската власт. В действителност става въпрос за намиране на труден баланс, за да се осигури верността на благородниците от една страна, без да се губи подкрепата на папата от друга. Хайнрих поставя и двете неща в опасност, когато решава да даде вакантния Милански диоцез. Това предизвиква конфликт с наследника на папа Александър II – Григорий VII. Конфликтът влиза в историята с името Борба за инвеститура. Папата отлъчва краля на Германия и това е първият път, когато монарх е отлъчен. Това има ужасни последици и Хайнрих решава да отиде в Италия, за да се срещне с папата лично. До този момент Берта се смята за бедна жена, смазана от арогантността на съпруга си. При това обстоятелство тя се оказва доста силна: забравяйки преживените унижения и насилие, тя единствена насърчава съпруга си и, разчитайки на подкрепата на родното си семейство, го придружава в пагубното пътуване, предприето да моли папата да отпусне жадуваната прошка.
Зимата на 1077 г. е много тежка. От 25 до 28 януари 1778 г. в Каноса, където е папата, Хайнрих бос, полугол, изтощен, унижен и вцепенен трябва да чака три дена и три нощи коленичил пред портала на Замъка на Матилда, за да бъде допуснат до него (т. нар. Унижение в Каноса). Майката на Берта – Аделхайд от Суза и брат ѝ граф Амадей II са посредници между двете сили. Тяхната помощ води до множество предимства за семейството ѝ като получаване на Бюже, както и признаване на правата и даване на феода Маркграфство Ивреа на майка ѝ Аделхайд.
Няколко дни по-късно Берта се връща със съпруга си в Германия, където поведението на Хайнрих не среща удовлетворението на поданиците му: мнозина му обръщат гръб. На 15 март във Форххайм немските князе избират за император съперника му Рудолф Швабски, съпруг на сестрата на Берта, който дълго време оспорва трона му. Рудолф е коронясан в Майнц от архиепископ Зигфрид. Хайнрих два пъти побеждава съперника си в битка и на 7 март 1080 г. папата отново го отлъчва с обвинението, че не е спазил договореното в Каноса и че е попречил на уговорения събор да се проведе в Аугуста. Докато Хайнрих IV воюва, съпругата му бавно започва да линее.
На 31 март 1084 г. Берта е коронясана за императрица в Рим, където е със съпруга си.
Тя умира в Майнц, погълната от болка, на 36 години на 27 декември 1087 г., където е и погребана. През 1088 г. тленните ѝ останки по заповед на съпруга ѝ император са преместени и погребани в Шпайерската катедрала, в гробниците на принцовете от Франконския дом. Съпругът ѝ се жени за втори път за Евпраксия (Аделхайд) – киевска княгиня.

## Брак и потомство
∞ 13 юли 1066 в замъка в Требур за Хайнрих IV (* 11 ноември 1050, Гослар; † 7 август 1106, Лиеж), германски крал и император на Свещената Римска империя, от когото има трима сина и две дъщери:
- Аделхайд (* 1070, † 4 юни пр. 1079), погребана в Шпайерската катедрала[18]
- Хайнрих (* 1/2 август 1071, Харцбург; † 2 август 1071, Харцбург); гробът му в замъка Харцбург е разрушен от селяни три години по-късно заедно с този на чичо му херцог Конрад II, който също умира като бебе;[19] след това е погребан в катедралата на Шпайер[18]
- Агнес (* 1072; † 24 септември 1143, погребана в манастира Клостернойбург); чрез брак херцогиня на Швабия и маркграфиня на Австрия; ∞ 1. 1086/1087 за Фридрих I фон Хоенщауфен (* 1050; † пр. 21 юли 1105), от 1079 до смъртта си първият херцог на Швабия от фамилията Хоенщауфен, от когото има трима сина и осем дъщери. 2. 1106 за Леополд III (* 1073, Мелк; † 15 ноември 1136 при Клостернойбург), от 1095 до 1136 г. маркграф на Остаричи (Баварска Източна марка), маркграф на Австрия[20], от когото има пет сина и пет дъщери.
- Конрад II (* 12 февруари 1074, † 27 юли 1101[21]), херцог на Лотарингия, сърегент на Свещената Римска империя (1087 – 1098), ∞ 1095 вероятно за Констанция Сицилианска (* 1082, † сл. 1135) или за Максила († сл. 1137), и двете дъщери на великия граф на Сицилия Роже I Сицилиански[22], от която няма деца.
- Хайнрих V (* 8 януари 1081 или 1086; † 23 май 1125, Утрехт), крал на римляните от 1098, император на римляните (1111 – 1125), ∞ 1114 в Утрехт за Матилда (Мод) (* 7 февруари 1102, † 10 септември 1167), дъщеря на краля на Англия и херцог на Нормандия Хенри I,[23] от която няма деца. Има една извънбрачна дъщеря.

### Първични източници
- (LA) Monumenta Germaniae Historica, Scriptores, tomus III (архив), tomus V (архив), tomus VI (архив), tomus XVII (архив), tomus XX (архив)
- (LA) Monumenta Germaniae Historica, Diplomata Heinrichs IV (1077 – 1106) (архив)
- (LA) Le carte della prevostura d'Oulx raccolte e riordinate cronologicamente fino al 1300
- (IT, LA) Il conte Umberto I (Biancamano) e il re Ardoino: ricerche e documenti

### Историографска литература
- (FR) Histoire généalogique de la royale maison de Savoie, justifiée par titres, ..par Guichenon, Samuel
- (DE) Bruno von Merseburg, Brunonis Saxonicum bellum. Brunos Sachsenkrieg.. Franz-Josef Schmale, Quellen zur Geschichte Kaiser Heinrichs IV., Darmstadt, 1968, S. 191 – 405
- (EN) Frederick Lewis Weis, Ancestral Roots of Certain American Colonists Who Came to America Before 1700, Lines 45 – 23, 274 – 22, 274 – 23
- (DE) Elke Goez, Bertha von Turin, Die Kaiserinnen des Mittelalters, Amalie Fößel, Pustet Verlag, Regensburg 2011, S. 147 – 160.

### Други
- (EN) COMTES de SAVOIE et de MAURIENNE 1060 – 1417 – BERTHE de Savoie, на fmg.ac, Foundation for Medieval Genealogy
- (EN) KINGS of GERMANY 1024 – 1125, SALIAN FRANKISH DYNASTY - BERTHE de Savoie (HEINRICH), на fmg.ac
- (EN) The House of Savoy - Berta, на genealogy.euweb.cz, Genealogy